# 生命樹 (電影)
是泰倫斯·馬利克自编自导的2011年美国劇情片，畢·彼特、西恩·潘、杰西卡·查斯坦主演，彼特是本片制片人。潘扮演中年建筑师杰克回首童年往事，以此探究生命的起源和意义。他质疑自身信仰，想要找到存在的目标，同时尝试理解和接受霸道的父亲（彼特饰），与母亲的关系一直不温不火。亚历山大·德斯普拉为本片作曲，艾曼纽尔·卢贝兹基任摄影指导。
电影摄制预算约3200万美元，2011年5月16日在第64届戛纳电影节首映，影评人评论两极分化。《生命之树》2011年5月27日开始院线发行，全球票房5840万美元。评论汇总网站爛番茄共收集本片289篇评论，认可度达八成四。影评入围上百奖项，胜出六十余项，涉及领域全面开花，导演、编剧、摄影、剪辑、视觉效果、配乐、彼特与雀絲坦的表演均有斩获。
2023年，爛番茄滿25週年特別專題中，本片在該站名列「影評家選出過去25年的最佳電影」排行榜第22名。

## 故事
一道神秘的光在闪烁，又像黑暗中的一团摇曳着的火焰。
歐布萊恩太太（潔西卡·崔絲坦饰）内心有些许彷徨，人生究竟是该选择恩典之路，还是遵循本性之途。故事发生在20世纪60年代中期，她收到了一封电报，通知她19岁的从军幼子突然死去。 随后，歐布莱恩先生（布拉德·皮特饰）也通过电话得知这一消息。整个家庭也陷入了一片混乱，歐布莱恩先生对未能实现幼子弹钢琴的愿望而感到万分遗憾。镜头随后切换到现在，长子杰克·歐布莱恩（西恩·潘饰）已成为一名建筑师。当他看到摩天大楼前的一棵树时，他开始回想起自己在20世纪50年代的童年生活。
宇宙正在进化，银河系扩张，行星逐渐成型。这时传来一个声音，询问各种存在主义的问题。早期的地球上，火山爆发，微生物开始形成。一只蛇颈龙身上有一个大伤口，痛苦地凝视着大海。在森林中，一只年轻的鸭嘴恐龙警惕地瞭望四周。后来，这只鸭嘴恐龙受伤倒在河边浅滩。不久，一只似鸟龙出现，看着受伤倒地的鸭嘴恐龙，随后一脚踩踏鸭嘴恐龙的脖子，准备杀死猎物，但鸭嘴恐龙有所挣扎，似鸟龙犹豫之间放弃了鸭嘴恐龙而离去。镜头切换到太空，一颗小行星猛烈地撞击地球，造成巨大的冲击波。
歐布莱恩夫妇就定居在德克萨斯州韦科镇。这对年轻夫妇正欣喜地接受长子杰克的诞生。不久，他们又有了两个儿子。在长子杰克成长过程中，他面临着人生道路关于恩典（Grace）和本性（Nature）的抉择，这正是他的父母所各自所代表的冲突。歐布赖恩太太是恩典的代表，温柔、呵护，又不失权威，向孩子们展现外面的世界充满神奇。 歐布莱恩先生则是本性的代表，严厉、专制，时常因为对孩子的教育和爱之间的内心冲突而性情大怒，他告诫孩子们外面的世界充满腐败和剥削。他感叹，宁愿成为一名工程师而放弃他成为音乐家的热情，而当下他更希望通过各种发明申请专利来追求致富之梦。
某年夏天，歐布莱恩先生为兜售其各项发明而环球旅行。在他离家的这段时间，孩子们和歐布莱恩太太感受到无拘无束的自由天地，而杰克则体验着叛逆的快感。受他同龄伙伴的蛊惑，杰克内心的破坏欲望开始作乱，他甚至溜进邻居的家，窃取女主人的内衣。杰克试图藏匿这件内衣，最后他将内衣掷入河中，看着这件内衣渐渐沉入水中漂走。歐布莱恩先生随后失落地回到家中，他的发明一件也没有卖出去。此后不久，他的工厂关闭，他要么选择保留公司搬迁异地，要么选择破产。 歐布莱恩先生同意转让工厂，举家迁走。 歐布莱恩先生感叹自己的人生之路，并怀疑自己是否是个好人。他妥协了，请求杰克宽恕以前的粗暴行径。
未来50亿年后，太阳变成红巨星，炙烤着大地，地球上的一切生命被摧毁。地球变成一个荒凉、冰冷而死气沉沉的行星，依旧孤独地围绕太阳旋转。太阳随即转变成一个微弱的白矮星。镜头又切回到现在，杰克乘坐电梯离开办公室，似乎行走在一片荒岩上。他四处探寻，眼前的岩石上竖立一个木制门框。他穿越这道门，又来到一片沙洲上。杰克与他的家人、邻居、朋友在记忆中重逢了。他的父亲高兴地拥抱他，还有他死去的弟弟也复活了。他的母亲也喜出望外，她感谢傑克，亲吻他的手臂，一家人又团聚了。杰克的幻想随后结束了，他微笑着离开办公大楼。
而那道神秘的光线继续在黑暗中闪烁。

## 角色
- 布萊德·彼特 - 歐布萊恩先生（Mr. O'Brien）
- 西恩·潘 - 傑克（Jack）
- 潔西卡·崔絲坦 - 歐布萊恩夫人（Mrs. O'Brien）
- 杭特·麥克拉肯 - 少年傑克（Young Jack）
- 拉拉米·艾普勒 - R.L.
- 泰伊·謝里丹 - 史蒂夫（Steve）
- 凱莉·梅契特 - 傑克的前女友（Jack's Ex）
- 喬安娜·高茵 - 傑克的妻子（Jack's Wife）
- 金柏莉·惠倫 - 布朗夫人（Mrs. Brown）
- 傑克森·赫斯特 - 羅伊叔叔（Uncle Roy）
- 費歐娜·蕭 - 奶奶（Grandmother）
- 克莉絲塔兒·曼特康 - 愛麗莎（Elisa）
- 塔瑪拉·喬萊因 - 史東夫人（Mrs. Stone）
- 達斯汀·艾倫 - 喬治·華爾許（George Walsh）

## 奖项
影片获戛纳电影节金棕榈奖，是麥可·摩爾2004年的紀錄片《華氏911》过后首部获得该奖的美国电影。《生命之树》获第84屆奧斯卡金像獎最佳影片、导演、摄影三项提名但均未胜出，另获第16届卫星奖最佳女配角（查斯坦）、原创剧本、摄影、音效四项提名，拿下女配角和摄影奖。本片获非裔美国人影评人协会、芝加哥影评人协会、在线影评人协会、旧金山影评人协会、多伦多影评人协会授予本片最佳影片奖。美国电影学会、达拉斯—沃斯堡影评人协会、IndieWire影评人奖、国际在线影评人协会、《乡村之声》电影民调都把本片选中入年十大佳片。